# Jewgeni Iossifowitsch Brailowski
Jewgeni Iossifowitsch Brailowski (russisch Евгений Иосифович Браиловский, wiss. Transliteration Evgenij Iosifovič Brailovskij; * 2. Januar 1984 in Taschkent) ist ein ehemaliger russischer Freestyle-Skier. Er war auf die Disziplin Aerials (Springen) spezialisiert.

## Werdegang
Brailowski trat international erstmals bei den Weltmeisterschaften 1999 in Hasliberg in Erscheinung. Dort errang er den 25. Platz. Am Freestyle-Skiing-Weltcup nahm er erstmals im Januar 2004 in Mont-Tremblant teil, wobei er auf dem 34. Platz kam. Bei den Weltmeisterschaften 2005 in Ruka belegte er den 23. Platz und bei seiner einzigen Teilnahme an Olympischen Winterspielen im Februar 2006 in Turin den neunten Rang. In der Saison 2006/07 erreichte er mit Platz neun in Beida Lake sowie Rang zehn in Deer Valley seine einzigen Top-Zehn-Platzierungen im Weltcup und zum Saisonende mit dem 17. Platz im Aerials-Weltcup sein bestes Gesamtergebnis. Der Weltcup in Deer Valley war zugleich seine 14. und damit letzte Weltcupteilnahme.

## Erfolge

### Olympische Spiele
- 2006 Turin: 9. Platz Aerials

### Weltmeisterschaften
- 1999 Hasliberg: 25. Platz Aerials
- 2005 Ruka: 23. Platz Aerials

### Weltcupwertungen
| Saison  | Gesamt | Gesamt | Aerials | Aerials |
| Saison  | Platz  | Punkte | Platz   | Punkte  |
| ------- | ------ | ------ | ------- | ------- |
| 2003/04 | 158.   | 2      | 39.     | 24      |
| 2005/06 | 124.   | 4      | 36.     | 48      |
| 2006/07 | 36.    | 19     | 17.     | 113     |